# Sällskapet Sanningssökarna
Sällskapet Sanningssökarna, grundat i Stockholm 1904 , är Sveriges äldsta ännu aktiva spiritualistiska förening.
Föreningen hette ursprungligen Frenologiska sällskapet, bytte 1921 namn till Spiritualistiska sällskapet, senare till Spiritualistiska sällskapet Sanningssökarna och slutligen till endast Sanningssökarna.
Åldersgränsen för att besöka sällskapets regelbundna seanser i Tempel Riddare Ordens lokaler är 18 år.[källa behövs]